# Shinji Ono
Shinji Ono (小野 伸二, Ono Shinji, Numazu, 27 september 1979) is een Japans voormalig voetballer die als middenvelder voor Urawa Red Diamonds, Feyenoord, VfL Bochum, Shimizu S-Pulse, Western Sydney Wanderers, FC Ryukyu en Hokkaido Consadole Sapporo speelde. 
Ono is een tweebenige aanvallende centrale middenvelder. Hij groeide in de jaren 2000 uit tot een van de beste spelers van Azië en werd met name geroemd vanwege zijn techniek, overzicht en tactisch inzicht. Ono had een aanzienlijk aandeel in de winst van de UEFA Cup met Feyenoord in 2002 en de AFC Champions League met Urawa Red Diamonds in 2007. In 2002 werd hij door de Aziatische voetbalbond verkozen tot Aziatisch speler van het jaar. Ono is daarmee de enige speler die zowel Aziatisch jeugdspeler van het jaar, als Aziatisch voetballer van het jaar (2002) is geweest.

## Clubvoetbal
Ono begon tijdens zijn middelbareschoolperiode te voetballen. Hij viel al snel op, en toen hij 17 was, en daarmee speelgerechtigd, bood bijna elke grote Japanse club hem een contract aan. Hij koos voor de Urawa Red Diamonds, reeds tijdens zijn kindertijd zijn favoriete club. Na zijn derde seizoen bij deze club (2000–2001) had Ono de aandacht getrokken van enkele Europese clubs. Borussia Dortmund, Paris Saint-Germain en AS Roma hadden belangstelling, maar Ono koos voor Feyenoord. Eind juli 2001 vertrok Ono voor circa acht miljoen gulden, zo’n drie en een half miljoen euro, naar Feyenoord.

### Feyenoord
In Rotterdam leerde Ono woorden uit de Nederlandse taal en groeide al snel uit tot een publiekslieveling. De middenvelder beschikte over een goede techniek en de spelmaker werd een vaste waarde in het elftal van hoofdtrainer Bert van Marwijk. Zijn blessuregevoeligheid bleef echter een probleem, waardoor hij zelden alle wedstrijden zou spelen. Zijn verrichtingen bij Feyenoord werden in zijn vaderland intensief gevolgd.
Op de Europese velden bleek Ono een zeer technisch begaafd middenvelder. Zijn ploeggenoot Edwin Zoetebier vertelde over Ono: "Ik heb in mijn carrière nog nooit een speler gezien met zo'n behendigheid. De enige speler die ik met Ono kan vergelijken is Zidane." Met belangrijke doelpunten maakte hij het verschil in het toernooi om de UEFA Cup zoals in De Kuip tegen SC Freiburg en uit in het Ibrox stadion tegen de Glasgow Rangers. Op 8 mei 2002 stond hij als eerste Japanner in een Europese finale, wel in de UEFA cup finale die hij won mede door de voorzet te geven die de 3-1 voor Feyenoord inleidde. Met Feyenoord won hij in 2002 de UEFA Cup. Na het winnen van het prestigieuze toernooi werd Ono uitgeroepen tot Aziatisch voetballer van het jaar.
In Europa maakte Ono veel indruk, maar kon door veel blessureleed niet de overstap maken naar een absolute topclub. In zijn laatste jaar ging het minder met de Japanner, hij moest vaak lange reizen maken om bij het nationale elftal te spelen, en door zijn vele blessures werd door Feyenoord besloten hem in de winterstop van 2006 te laten vertrekken. Ono stond in de belangstelling van Bolton Wanderers FC, maar hij wilde zelf weer terugkeren naar Urawa Red Diamonds. Voor 2,5 miljoen euro maakte hij de overstap naar zijn oude club.
Shinji Ono speelde tussen 2001 en 2006 111 competitiewedstrijden voor Feyenoord en scoorde daarin negentien doelpunten. Volgens marketing directeur van destijds, Chris Woerts, leverde de aanwezigheid van Ono tussen 2001 en 2005 bij Feyenoord ongeveer tien miljoen euro op voor de Rotterdamse club.

### Urawa Red Diamonds en VfL Bochum
In Japan kreeg Ono zijn oude vorm weer terug. Tijdens zijn eerste seizoen speelde hij 28 wedstrijden, scoorde vijf doelpunten en had zo een belangrijk aandeel in het landskampioenschap van Urawa Red Diamonds. In 2007 won Ono met zijn club de AFC Champions League. De voetbalkwaliteiten van Ono overstegen het niveau van de Japanse J-League, en in de winterstop van 2008 koos hij voor een vertrek naar de Duitse Bundesligaclub VfL Bochum.
Ook in Bochum bleven blessures hem niet bespaard.

### Shimizu S-Pulse en Western Sydney Wanderers
In januari 2010 keerde hij terug naar Japan om te spelen voor Shimizu S-Pulse.
In september 2012 tekende Ono in de herfst van zijn carrière voor twee seizoenen bij de nieuwe Australische club Western Sydney Wanderers.

### Consadole Sapporo en FC Ryukyu
In mei 2014 keerde hij terug naar Japan bij Consadole Sapporo. Na vijf jaar vertrok hij naar FC Ryukyu.

### Consadole Sapporo (tweede periode)
In januari 2021 keerde Ono terug bij Consadole Sapporo. Op 9 juni 2021 was hij trefzeker voor zijn club in de Emperor Cup tegen Sony Sendai en Ono mag zich hiermee de oudste doelpuntenmaker uit de historie van de Keizerlijke Cup noemen.
Ono heeft het record van 41 jaar en 255 dagen oud nu in handen en is nog lang niet van plan om te stoppen: ''Ik voel me heel gezond en fit. Soms merk ik wel dat ik niet meer de jongste ben, zoals met loopwerk. Voetbal is ook veranderd in al die jaren. Het is fysieker en sneller dan vroeger. Ik heb het altijd van mijn techniek en inzicht moeten hebben.''

## Interlandvoetbal
Ono kwam 56 keer uit voor de Japanse ploeg en was actief op het WK voetbal van 1998, 2002 en 2006. Met het Japans voetbalelftal onder 16 werd hij Aziatisch kampioen, met het Japans voetbalelftal onder 20 was hij finalist op het WK voor jeugdelftallen. Met Japan won hij het Aziatisch kampioenschap van 2000 en plaatste zich in 2006 voor het WK.

### Olympische Spelen
Ono vertegenwoordigde zijn vaderland op de Olympische Spelen 2004 in Athene, waar de selectie onder leiding van bondscoach Masakuni Yamamoto in de groepsronde werd uitgeschakeld. Hij was een van de twee dispensatiespelers in de Japanse ploeg.

## Statistieken

### Club
| seizoen | club                     | land      | competitie | wed. | goals |
| ------- | ------------------------ | --------- | ---------- | ---- | ----- |
| 1997/98 | Urawa Red Diamonds       | Japan     | J-League   | 9    | 1     |
| 1998/99 | Urawa Red Diamonds       | Japan     | J-League   | 27   | 9     |
| 1999/00 | Urawa Red Diamonds       | Japan     | J-League   | 10   | 1     |
| 2000/01 | Urawa Red Diamonds       | Japan     | J-League   | 24   | 7     |
| 2001/02 | Urawa Red Diamonds       | Japan     | J-League   | 14   | 2     |
| 2001/02 | Feyenoord                | Nederland | Eredivisie | 30   | 3     |
| 2002/03 | Feyenoord                | Nederland | Eredivisie | 29   | 7     |
| 2003/04 | Feyenoord                | Nederland | Eredivisie | 24   | 2     |
| 2004/05 | Feyenoord                | Nederland | Eredivisie | 25   | 7     |
| 2005/06 | Feyenoord                | Nederland | Eredivisie | 4    | 0     |
| 2005/06 | Urawa Red Diamonds       | Japan     | J-League   | 28   | 5     |
| 2006/07 | Urawa Red Diamonds       | Japan     | J-League   | 17   | 3     |
| 2007/08 | VfL Bochum               | Duitsland | Bundesliga | 12   | 0     |
| 2008/09 | VfL Bochum               | Duitsland | Bundesliga | 8    | 0     |
| 2009/10 | VfL Bochum               | Duitsland | Bundesliga | 9    | 0     |
| 2010/11 | Shimizu S-Pulse          | Japan     | J-League   | 30   | 2     |
| 2011/12 | Shimizu S-Pulse          | Japan     | J-League   | 20   | 5     |
| 2012/13 | Western Sydney Wanderers | Australië | A-League   | 24   | 7     |
| 2013/14 | Western Sydney Wanderers | Australië | A-League   | 23   | 2     |
| 2013/14 | Consadole Sapporo        | Japan     | J2 League  | 7    | 0     |
| 2015    | Consadole Sapporo        | Japan     | J2 League  | 17   | 2     |
| 2016    | Consadole Sapporo        | Japan     | J2 League  | 15   | 0     |
| 2017    | Consadole Sapporo        | Japan     | J1 League  | 16   | 0     |
| 2018    | Consadole Sapporo        | Japan     | J1 League  | 7    | 0     |
| 2019    | FC Ryukyu                | Japan     | J2 League  | 9    | 0     |
| 2020    | FC Ryukyu                | Japan     | J2 League  | 14   | 0     |
| 2021    | Consadole Sapporo        | Japan     | J1 League  | 4    | 0     |
| 2022    | Consadole Sapporo        | Japan     | J1 League  | 1    | 0     |
| 2023    | Consadole Sapporo        | Japan     | J1 League  | 1    | 0     |
| Totaal  | Totaal                   | Totaal    | Totaal     | 458  | 65    |

### Interlands
| Japans voetbalelftal | Japans voetbalelftal | Japans voetbalelftal |
| Jaar                 | Wed.                 | Dlp.                 |
| -------------------- | -------------------- | -------------------- |
| 1998                 | 3                    | 0                    |
| 1999                 | 0                    | 0                    |
| 2000                 | 12                   | 1                    |
| 2001                 | 9                    | 1                    |
| 2002                 | 8                    | 1                    |
| 2003                 | 5                    | 0                    |
| 2004                 | 7                    | 2                    |
| 2005                 | 2                    | 0                    |
| 2006                 | 9                    | 1                    |
| 2007                 | 0                    | 0                    |
| 2008                 | 1                    | 0                    |
| Totaal               | 56                   | 6                    |

## Erelijst
Feyenoord
- UEFA Cup: 2001/02

 Urawa Red Diamonds
- J.League Division 1: 2006
- Emperor's Cup: 2006
- Fuji Xerox Super Cup: 2006
- AFC Champions League: 2007

 Western Sydney Wanderers
- A-League Premiership: 2012/13

 Japan onder 16
- AFC U-16 Championship: 1994

 Japan
- AFC Asian Cup: 2000

Individueel
- AFC Youth Championship – Meest Waardevolle Speler: 1998
- Aziatisch Talent van het Jaar: 1998
- J.League Division 1 – Talent van het Jaar: 1998
- J.League Division 1 – Beste Elf: 1998
- FIFA WK onder 20 – Beste Elf: 1999
- Aziatisch Voetballer van het Jaar: 2002